# Hammarkinds och Stegeborgs skärgårds häraders domsaga
Hammarkinds och Stegeborgs skärgårds häraders domsaga var en domsaga i Östergötlands län, bildad 1795 ur Lösings, Björkekind, Östkinds och Hammarkinds häraders domsaga för att före dess mellan 1780 och 1790 varit utbruten. 1853 uppgick domsagan i Hammarkinds, Stegeborgs och Skärkinds domsaga. 
Domsagan lydde under Göta hovrätt och omfattade Hammarkinds härad.

## Tingslag
- Hammarkinds tingslag
- Stegeborgs skärgårds tingslag

## Häradshövdingar
- 1780–1787 Bengt Junbeck
- 1787–1790 Gustaf Sederstedt
- 1795–1809 Fredrik de Berg
- 1809–1840 Johan Blidberg
- 1841–1853 Fredrik Rehbinder